# Боркі-Виркі
Боркі-Виркі (пол. Borki-Wyrki) — село в Польщі, у гміні Збучин Седлецького повіту Мазовецького воєводства.
Населення — 311 осіб (2011).
У 1975-1998 роках село належало до Седлецького воєводства.

## Демографія
Демографічна структура станом на 31 березня 2011 року:
|          | Загалом | Допрацездатний вік | Працездатний вік | Постпрацездатний вік |
| -------- | ------- | ------------------ | ---------------- | -------------------- |
| Чоловіки | 150     | 29                 | 106              | 15                   |
| Жінки    | 161     | 40                 | 94               | 27                   |
| Разом    | 311     | 69                 | 200              | 42                   |